# League of XO Gentlemen
De League of XO Gentlemen (oorspronkelijk League of Extra Ordinary Gentlemen) was een Nederlandse hiphopformatie die werd opgericht op 3 februari 2000, de dag na het uiteenvallen van Urban Dance Squad.
UDS-frontman Rudeboy en turntablist DJ Donotask benaderden voormalig Head First-scratcher Tom Colenbrander (DJ Cixx) voor het maken van een hiphopalbum. De eerste nummers werden in het voorjaar geproduceerd, met daarop gastoptredens van onder meer Vic Ruggiero (The Slackers), Jean-Marie Aerts (voormalig lid van T.C. Matic) en N-man (alias Norman Kapoyos, voormalig lid van Funky Monks). Platenmaatschappij PIAS toonde interesse in het materiaal van de groep en onderhandelingen voor een contract startten in het najaar van 2000. De eerste vier maanden van 2001 deed het drietal een aantal Nederlandse en Belgische podia aan. Om het live-element in de hiphopsetting van twee scratchers en een dj op te waarderen werd in mei van dat jaar gitarist en achtergrondzanger N-man aan de band toegevoegd. Als viertal deed de groep een toer langs festivals in Nederland en België gedurende de zomer.
Na meer dan een jaar van opnames en onderhandelingen met PIAS besloot DJ Donotask in december van 2001 de band te verlaten. Dj Rockid nam zijn plaats in en in maart van 2002 nam de groep deel aan een van de laatste Marlboro Flashback Tours. The League betoonde eer aan inspiratiebron Public Enemy en breidde haar live-bezetting hiervoor uit met drumster Marzj (alias Maartje Simons, voormalig lid van Spats Malone). De band trad daarna incidenteel op, werkte verder aan haar album, waarvoor ze uiteindelijk later dat jaar een partner vond in de vorm van het net opgerichte label Idol Media. In januari 2003 startte de pre-productie voor Smiling at the Claptrap Circuses onder leiding van producer Marc de Reus (voormalig lid van De Div) en met bassist Michael Barkey aan de gelederen toegevoegd. De plaat werd in drie weken tijd opgenomen in de Amsterdamse Studio 150 en verscheen in september 2003. De presentatie vond plaats in Paradiso met als speciale gasten Chuck D. van Public Enemy en Def P. van Osdorp Posse. Kort hierop verliet DJ Rockid de groep.
De eerste single The Big Cop Out met videoclip van Djie Han Thung leverde de band publiciteit en resulteerde samen met de bijgaande reeks optredens in een nominatie voor een Essent Award, die de band op Noorderslag 2004 in ontvangst nam. Het nummer verscheen op de soundtrack van de Nederlandse film Shouf Shouf Habibi, maar haalde de hitlijsten niet. Na een intensieve periode van optredens in België en Duitsland toerde de groep samen met Green Lizard en The Riplets in het Jack Daniels Rock Night-concept en trad ze in maart 2004 op tijdens South by Southwest in Austin (Texas). Bij terugkomst in Nederland wilde Idol Media nieuwe singles uitbrengen. Er werden video's geproduceerd voor Gentlemen XO en Utopian, maar alleen de eerste hiervan werd uitgebracht. Vanaf het paasweekend was de band op een aantal festivals in Nederland te zien, maar ook in België (Dour, Rock Herk, Suikerrock), Duitsland, Italië en Hongarije (Sziget).
Het intensieve toerschema en interne strubbelingen met zowel management als label deden de spanningen in de band toenemen en in oktober 2004 ging ze in tijdelijke winterslaap na het afzeggen van een show in Nirwana in het Brabantse Lierop en het vertrek van DJ Cixx uit de groep. De band verscheen in 2005 nog in viermansbezetting op benefietfestival Tilburg voor Azië en in een aantal clubs, maar in mei 2005 hield ze definitief op te bestaan.